# José Carlos de Almeida
José Carlos de Almeida   (Presidente Bernardes, 14 de novembre de 1968 - Osasco, 25 d'octubre de 2024) va ser un futbolista brasiler. Va formar part de l'equip brasiler a la Copa del Món de 1998.